# Rachmil Lipszycs murstenshus
Rachmil Lipszycs murstenshus (polsk Kamienica Rachmila Lipszyca) ligger ved Gabriel Narutowicz’ gade 44 i Łódź. Det er et godt eksempel på sen art nouveau.
Bygningen blev rejst i 1910 efter tegninger af Gustaw Landau-Gutenteger. Elevationen har karakteristiske lange og smalle vinduer, en række geometriske motiver, flerfarvet murpuds, beskedne plantedekorationer og et afrundet hjørne. Murstenshuset dækkes af et højt tag.
51°46′18″N 19°27′53″Ø / 51.771547°N 19.464717°Ø